# Annie Laurie la fanciulla scozzese
Annie Laurie la fanciulla scozzese (Annie Laurie) è un film muto del 1927 diretto da John S. Robertson con Lillian Gish, Norman Kerry e Creighton Hale. È incentrato sulle vicende delle guerre tra i clan scozzesi dei Macdonald e dei Campbell e sull'intervento della giovane Anne Laurie che si propone di portarli alla pace. John Wayne compare all'inizio del film in un ruolo da comparsa non accreditato.

## Produzione
Il film, diretto da John S. Robertson su una sceneggiatura e un soggetto di Josephine Lovett, fu prodotto dalla Metro-Goldwyn-Mayer e girato nei Metro-Goldwyn-Mayer Studios di Culver City in California.

## Distribuzione
Il copyright del film, richiesto dalla Metro-Goldwyn-Mayer Distributing Corp., fu registrato il 27 maggio 1927 con il numero LP24122.
Negli Stati Uniti, dove il film fu distribuito dalla Metro-Goldwyn-Mayer, venne presentato in prima a New York l'11 maggio 1927, uscendo in seguito nelle sale il 17 settembre di quell'anno.
In Italia, dove prese il titolo Annie Laurie la fanciulla scozzese (ma è conosciuto anche solo come Sangue scozzese), ottenne il visto di censura 24243 nel maggio 1928.
Alcune delle uscite internazionali sono state:
- in Finlandia l'11 dicembre 1927
- in Portogallo il 22 maggio 1929 (Annie Laurie)
- in Germania (Annie Laurie - Ein Heldenlied vom Hochland)
- in Austria (Annie Laurie - Ein Heldenlied vom Hochland)
- in Grecia (Anny Laurrie)
- in Francia (Le Signal de feu)
- in Spagna (Sangre escocesa)

Copie complete della pellicola si trovano conservate negli archivi della Library of Congress di Washington, in quelli dell'UCLA di Los Angeles e negli archivi londinesi del BFI.

### Critica
Secondo MYmovies il film "risulta un gioiello sottovalutato", "colmo dei migliori elementi del melodramma muto" e si avvale di una "fotografia fantasiosa" e di una "stupenda performance della Gish".